# آدم راب
آدم راب (بالإنجليزية: Adam Rapp)‏ (15 يونيو 1968، جوليت في الولايات المتحدة)؛ مخرج أفلام وروائي أمريكي.

## روابط خارجية
- آدم راب على موقع IMDb (الإنجليزية)
- آدم راب على موقع ألو سيني (الفرنسية)
- آدم راب على موقع أول موفي (الإنجليزية)
- آدم راب على موقع قاعدة بيانات برودواي على الإنترنت (الإنجليزية)
- آدم راب على موقع قاعدة بيانات الأفلام السويدية (السويدية)
- آدم راب على موقع قاعدة بيانات الفيلم (الإنجليزية)
- آدم راب على موقع كينوبويسك (الروسية)